# Ra'na
Ra'na (en arabe : رعنة) est un ancien village arabe palestinien qui se trouvait à environ 26 km au nord-ouest d'Hébron. Il a été occupé par l'armée israélienne en octobre 1948, lors de l'opération Yoav. C'est l'un des seize villages de l'ancien sous-district d'Hébron à avoir été privé de sa population.

## Toponymie
Selon Edward Henry Palmer (en), le nom arabe du village signifie « l'éperon d'une colline ».

## Histoire

### Période ottomane

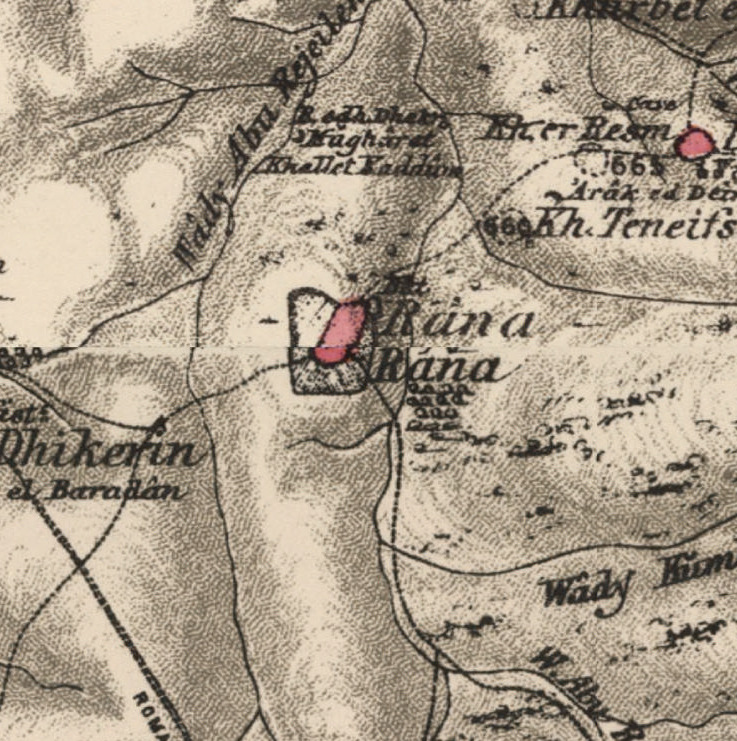
Ra'na et ses environs sur une carte des années 1870.

En 1838, sous l'Empire ottoman, Edward Robinson mentionne Ra'na en tant que village musulman du district de Gaza. Il relève en outre que les champs y étaient plantés de tabac et de coton.
En 1863, Victor Guérin le dépeint comme un « petit village actuellement réduit à quelques masures, mais qui jadis devait être beaucoup plus considérable, à en juger par deux beaux puits creusés dans le roc et par un certain nombre de pierres de taille dispersées çà et là ». Une liste officielle des villages ottomans établie dans les années 1870 attribue à Ra'na huit maisons et une population masculine de 30 hommes ,.
En 1882, le Survey of Western Palestine (en) du PEF décrit un village construit en pierre et en terre crue, doté d'une piscine et de jardins.
En 1896, sa population était estimée à 99 personnes.

### Mandat britannique
Ra'na est classé comme hameau par le Palestine Index Gazetteer. Le recensement de la Palestine de 1922, conduit par les autorités mandataires britanniques, lui donne une population de 126 habitants, tous musulmans, qui passent lors du recensement de 1931 à 150, toujours exclusivement musulmans, pour un total de 36 maisons habitées.
D'après les statistiques de 1945 (en), la population de Ra'na était de 190 habitants, tous musulmans,. Sur un total de 6 925 dounams de terre, 5 882 étaient plantés de céréales et 112 irrigués ou utilisés pour les vergers. Les céréales étaient la culture dominante, mais à la fin du mandat, les villageois cultivaient également des raisins, des caroubes et des olives,. 14 dounams étaient classés en zones bâties (urbaines).
Le kibboutz de Gal On (en) s'est créé en 1946 sur une terre du village.

### Guerre de 1948 et État d'Israël
La brigade Guivati a attaqué Ra'na les 22 et 23 octobre 1948. Les villageois qui n'avaient pas encore fui ont été expulsés et le village détruit .
Après la guerre, la zone a été intégrée à l'État d'Israël. En 1992, l'historien palestinien Walid Khalidi décrit le site du village ainsi : « Le site est enclos de barbelés et en partie envahi par les cactus, notamment là où le sol est calcaire, et par les caroubiers. Il ne reste ni maison ni gravats ».